# Чиро
Чиро је насеље у Италији у округу Кротоне, региону Калабрија.
Према процени из 2011. у насељу је живело 2936 становника. Насеље се налази на надморској висини од 260 м.

## Становништво
Према резултатима пописа становништва 2011. у општини је живело 3.125 становника.
| 1951. | 1961. | 1971. | 1981. | 1991. | 2001. | 2011. |
| ----- | ----- | ----- | ----- | ----- | ----- | ----- |
| 5.335 | 5.294 | 5.204 | 5.318 | 5.264 | 3.614 | 3.125 |